# Tiggargrevinnan
Tiggargrevinnan (originaltitel Die Bettelgräfin) är en tysk svartvit stumfilm från 1918 i regi av Joe May och Bruno Ziener och med manus av May och Ruth Goetz. Fotograf var Max Lutze.

## Rollista
- Theodor Burghardt
- Mia May – Ulla Dulters
- Heinrich Peer – Henryk van Deuwen
- Hermann Picha
- Johannes Riemann
- Hermann Seldeneck
- Käthe Wittenberg